# Kvarteret Bostadslotteriet

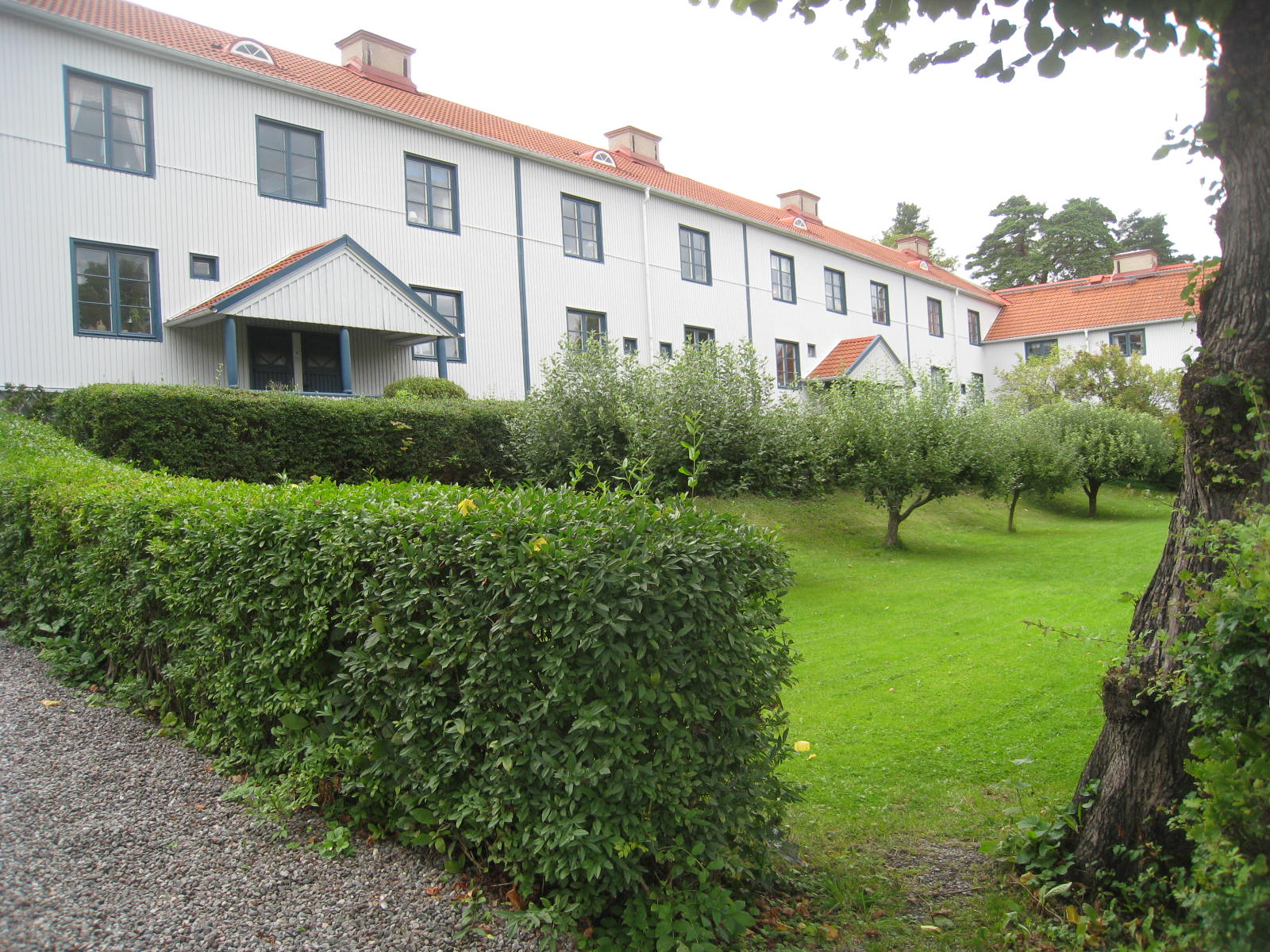
Flerfamiljshuset vid Alviksvägen 70-88 i Äppelviken, Bromma.

Kvarteret Bostadslotteriet är ett byggnadskvarter i stadsdelen Äppelviken i Stockholm. Kvarteret avgränsas av gatorna Alviksvägen (nummer 68-92), Klövervägen, Dalstigen, Nyängsvägen och Äppelvikstorget.
Kvarteret består huvudsakligen av villor, vid Alviksvägen 70-88 ligger dock ett större flerfamiljshus alldeles invid Klövervägens spårvagnshållplats. Flerfamiljshuset uppfördes åren 1918-1919 i närheten av korsningen mot Klövervägen. Arkitekt var John Åkerlund.

## Historik
Vid 1900-talets början var bostadsbristen stor, och idén var att genom ett lotteri få in pengar för byggnation. Det rådde stor politisk osäkerhet kring bostadsfrågan, trots många olika initiativ för att försöka komma tillrätta med bostadsbristen. Bristen på bostäder var en följd av första världskrigets ekonomiska tillbakagång. Det var svårt att få lån och hyresgästerna var en rättslös och utsatt grupp.
För att kunna tillvarata hyresgästernas intressen gentemot de spekulativa fastighetsägarna bildades Stockholms hyresgästförening under vintern 1917. Ett av de första besluten var att på förslag av politikern Mårten Granqvist anordna ett bostadslotteri. Inkomsterna av lottförsäljningen skulle gå till uppförande av bostäder. För tio kronor kunde man köpa en lott och vinsterna bestod av antingen en liten lägenhet om 1 rum och kök eller kokvrå i den större byggnaden, som rymde 44 lägenheter, del i ett parhus, en mindre villa, en uppsättning möbler eller en stor villa om sex rum och kök. Första pris var en sexrumsvilla i Äppelviken och Äppelviken blev platsen för alla bostadsvinsterna. De två andrapriserna bestod i en villa om tre rum och kök och därefter följde sammanlagt 48 pris som bestod av smålägenheter, samt 49 pris på totala möbeluppsättningar. Civildepartementets beslut tillät en summa på en miljon kronor. Lotteriet blev en succé.
Arkitekten John Åkerlund (1884-1961) ritade husen, som uppfördes i ett kvarter i Äppelviken, som sedermera fick namnet Bostadslotteriet. Sedan 1909 hade John Åkerlund eget arkitektkontor i Stockholm, men hans produktion finns spridd över nästan hela Sverige. Han ritade skolor, främst folkhögskolor, kyrkor, turistanläggningar och byggnader för industriella verk, men också tingshus, badhus och privatbostäder. De första husen i kvarteret Bostadslotteriet i Äppelviken stod klara 1919, och vinnarna kunde flytta in. De små lägenheterna var ritade av John Åkerlund. I kvarteret ingår villan på Alviksvägen 68 och husen med adresserna Alviksvägen 70-90 samt villorna vid Klövervägen 28, Klövervägen 30 och Klövervägen 32.
Sexrumsvillan vanns av skådespelarparet Alice och Ernst Eklund. Villan ligger på Nyängsvägen 7 i hörnet av Dalstigen 1 i samma kvarter som Bostadslotteriet. Den stora mörkfärgade trävillan har ett ganska speciellt utseende, den har en gavelsida som är längre än långsidan. Villan byggdes 1918-1919 och byggherrar var Axel Ahlmark och Hyresgästföreningens bostadslotteri. Arkitekter till villan var John Åkerlund och A. Westerberg. År 1921 uppfördes ett fristående garage enligt ritning av dåvarande ägaren Ernst Eklund. Även senare har villan varit skådespelarbostad då Anders Henrikson och Aino Taube bodde där. 1941 gjorde de en tillbyggnad till villan på östra långsidan. De 48 smålägenheterna i två tvåfamiljsvillor och i ett större flerfamiljshus, "Långa Huset", byggdes också 1918-1919 i kvarteret.
Från början bestod "Långa Huset" vid spårvagnshållplatsen Klövervägen av 48 smålägenheter med gas- eller vedspisar och kakelugnar. De flesta lägenheterna har kvar dessa spisar och kakelugnar. Varje innehavare av lägenheterna får själv ordna med värme och varmvatten, eftersom huset fortfarande saknar centralvärme och varmvatten.
På 1940- och 1950-talen fanns det många barn i huset och under 1960- och 1970-talen var det populärt för studenter att hyra ettor i huset.
På 1970-talet började man slå ihop lägenheterna. Idag finns det bara 20 lägenheter i "Långa Huset". Man månade om varandra, men det har aldrig funnits någon kollektivtanke i huset. Till varje lägenhet hör mat- och vedkällare och det finns gemensam verkstad och tvättstuga. Stockholms stad blev ålagd att rusta upp huset vid Alviksvägen och de två gula villorna år 1970-1973 efter klagomål från grannarna på eftersatt underhåll av fasaden. Huset på Alviksvägen fick då plastpanel runtom. 
När bostadslotteriets hus byggdes förvaltades de av Bostadsföreningen 1917 års bostadslotteri u.p.a., men 1995 ombildades de till Bostadsrättsföreningen 1917 års bostadslotteri.
Fastigheten Bostadslotteriet 7 vid Alviksvägen 68 som uppfördes omkring 1917-1918, har av Riksantikvarieämbetet (RAÄ) bedömts ha arkitektoniska värden. RAÄ har grönmarkerat fastigheten innebärande att där finns bebyggelse som är särskilt värdefull ur historisk, kulturhistorisk, miljömässig eller konstnärlig synpunkt. Fastigheterna ingår även i en kulturhistoriskt värdefull miljö utpekad i Stockholms översiktsplan. Namnet på Stockholms översiktsplan är Promenadstaden, som officiellt kallas  "Promenadstaden - Översiktsplan för Stockholm". Promenadstaden antogs av kommunfullmäktige i mars 2010 och vann laga kraft den 10 april 2012.  "Promenadstaden" ersätter den tidigare Översiktsplan 1999 (ÖP 99).

## Bilder

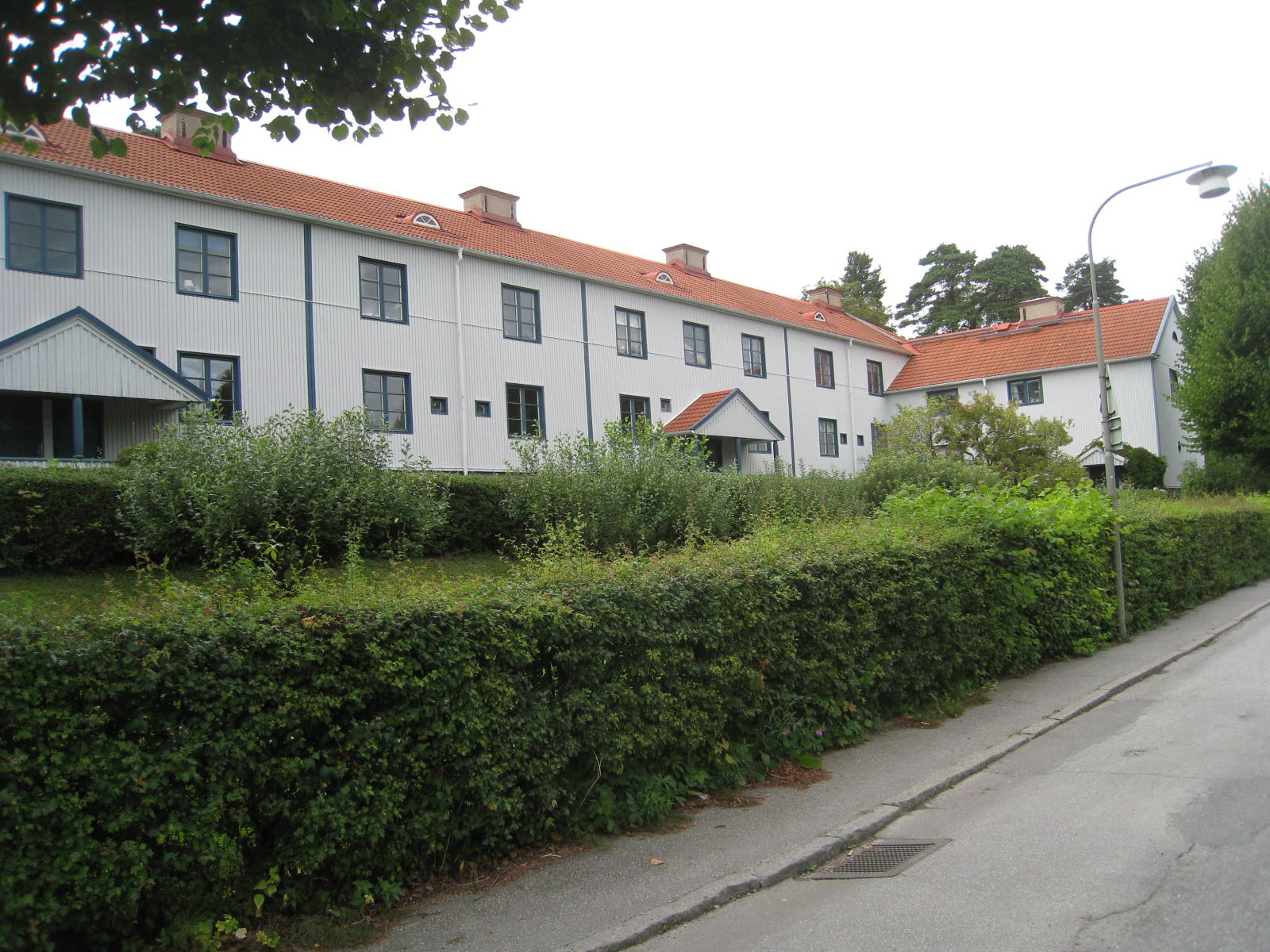
I det "Långa Huset" finns det sedan 1970-talet 20 lägenheter.
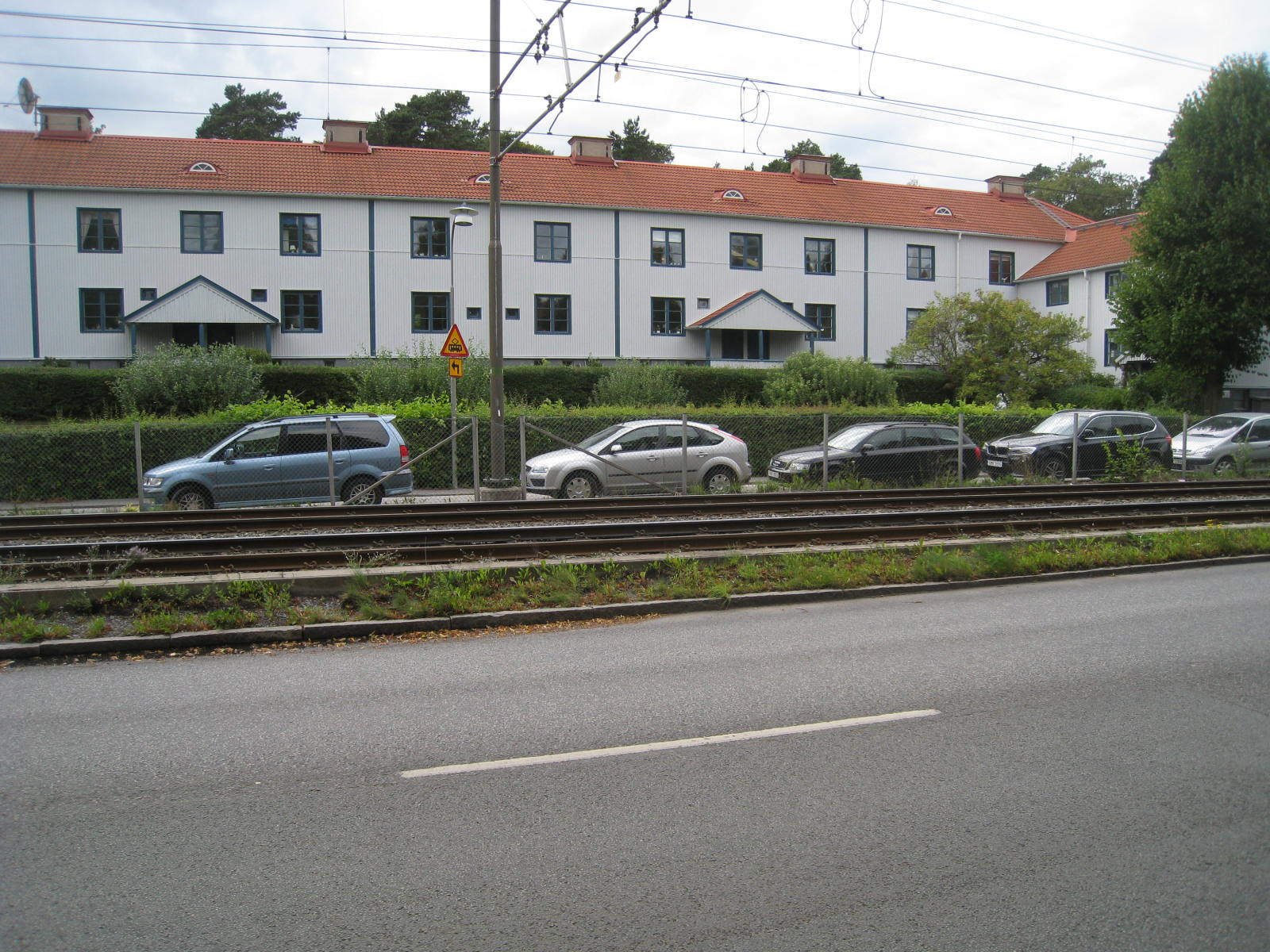
Bostadskvartet ligger parallellt med spårvägsspåren.
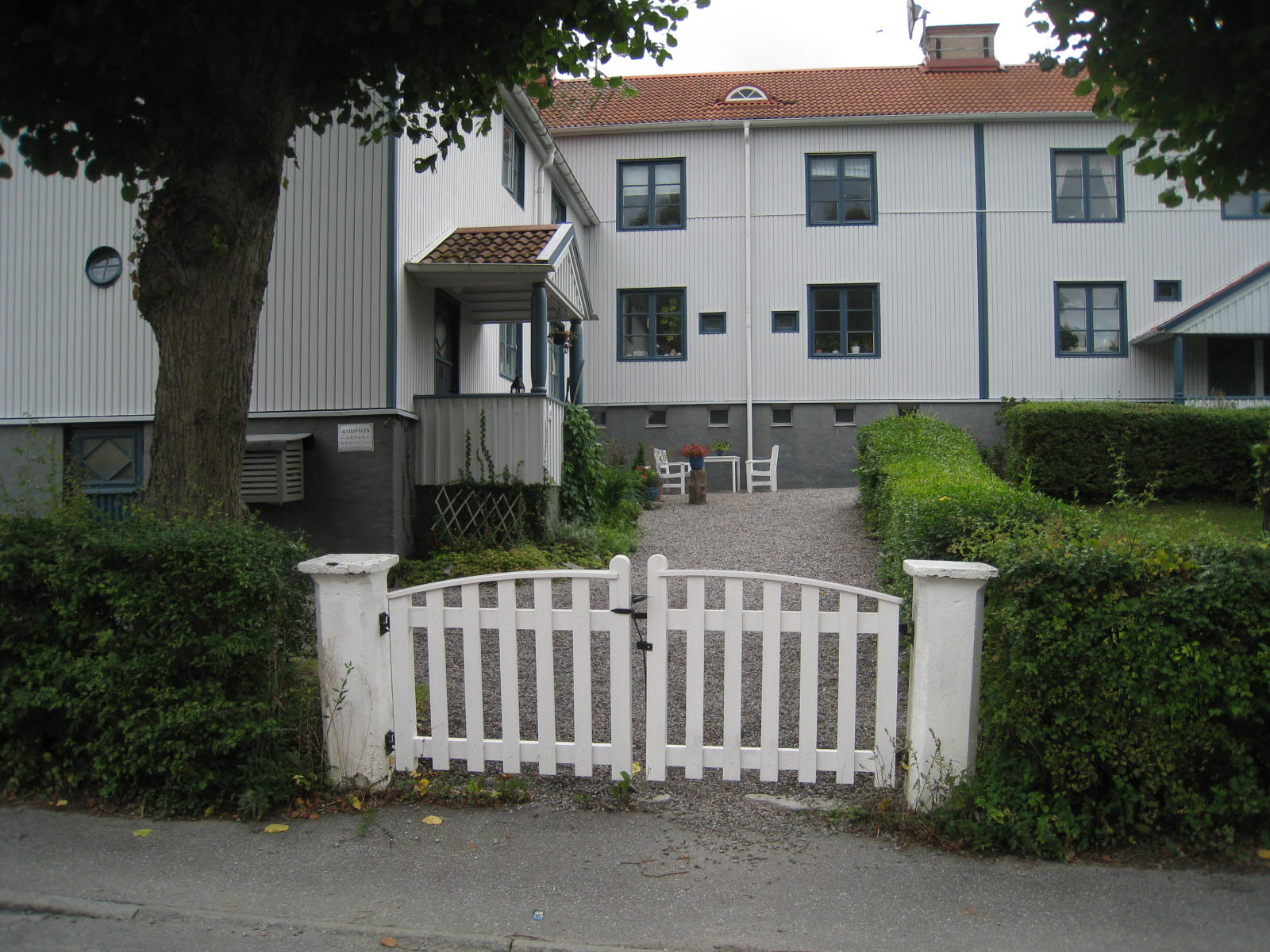
Ingången från Alviksvägen.

## Fotnoter
- Wikimedia Commons har media som rör Kvarteret Bostadslotteriet.

1. ↑  Brommaboken 2007, Bromma hembygdsförening, sidan 120.
2. ↑  Bebyggelseregistret, Riksantikvarieämbetet, Fastigheten Bostadslotteriet 7, husnr 1.
3. ↑  Bebyggelseregistret, Riksantikvarieämbetet, Fastigheten Bostadslotteriet 6, husnr 2.
4. ↑  Brommaboken 2009, Bromma hembygdsförening, sidan 77.
5. ↑  Bebyggelseregistret, Riksantikvarieämbetet, Fastigheten Bostadslotteriet 4, husnr 1.
6. ↑  SPF Bromma, Bostadslotteriet 1918-1919 i Äppelviken.
7. ↑  Bebyggelseregistret, Riksantikvarieämbetet, Bostadslotteriet 7.
8. ↑  Riksantikvarieämbetet anger i detta dokument året 1917 för Bostadslotteriet 7, på annan plats säger man 1918. En textsökning i samtida dagstidningar torde utgöra en säkrare källa för rätt inflyttningsår.